# Beachhandball-Nationalmannschaft der Männer der Cookinseln
Die Beachhandball-Nationalmannschaft der Männer der Cookinseln repräsentiert den Handball-Verband der Cookinseln als Auswahlmannschaft auf internationaler Ebene bei Länderspielen im Beachhandball gegen Mannschaften anderer nationaler Verbände.
Das weibliche Pendant ist die Beachhandball-Nationalmannschaft der Frauen der Cookinseln.

## Geschichte
Handball hat in Ozeanien keine große Tradition, abgesehen von den beiden größeren Nationen Australien und Neuseeland wird er vor allem noch in kulturell französisch beeinflussten Regionen wie Neukaledonien gespielt. Somit brauchte Beachhandball in der Region einige Zeit um überhaupt bekannt zu werden, obwohl die Natur des Sports als Strandsport eigentlich prädestiniert für eine Verbreitung auf den vielen Inseln ist. Die erstmals 2013 ins Leben gerufenen Ozeanienmeisterschaften wurden zunächst wie die beiden folgenden nur zwischen Australien und Neuseeland ausgetragen. Erst bei der vierten Austragung 2019 gaben Kiribati, Amerikanisch-Samoa und die Cookinseln hier ihr internationales Debüt. Die Cookinseln gewannen und verloren zwei der Gruppenspiele und erreichten als drittplatzierte Mannschaft der Gruppenphase die Halbfinals. Dort unterlag die Mannschaft klar in zwei Sätzen Neuseeland und schlug im Spiel um die Bronzemedaille schließlich die Vertretung Amerikanisch-Samoas. Einzig gegen Amerikanisch-Samoa gelang ein Satzgewinn und damit das Erreichen des Shootouts. Weitere internationale Turniere fanden aufgrund der COVID-19-Pandemie danach für mehrere Jahre nicht mehr statt, beziehungsweise daraus resultierende Reisebeschränkungen verhinderten die Teilnahme der Mannschaft.
Erst zu den Ozeanienmeisterschaften 2023 kehrte die Mannschaft auf die internationale Bühne zurück. Obwohl alle vier Spiele gegen die beiden anderen Teilnehmermannschaften aus Australien und Neuseeland verloren wurden, zeigte sich die Mannschaft stark. In jedem Spiel konnte sie mindestens einen Satz sehr eng gestalten. Gegen Australien gelang im ersten Spiel sogar ein Satzgewinn, erst im Shootout unterlag man knapp. Im zweiten Spiel gegen Neuseeland verlor das Team beide Sätze mit nur einem Punkt Unterschied. Am Ende stand ein leistungsgerechter Gewinn der Bronzemedaille, und nicht nur der Gewinn, weil es nur drei teilnehmende Mannschaften gab.

## Teilnahmen
| World Games - 2001: nicht eingeladen - 2005: nicht eingeladen - 2009: nicht eingeladen - 2013: nicht qualifiziert - 2017: nicht qualifiziert - 2022: nicht qualifiziert World Beach Games - 2019: nicht qualifiziert - 2023: | Weltmeisterschaften - 2001: keine Teilnahme - 2004: keine Teilnahme - 2006: keine Teilnahme - 2008: keine Teilnahme - 2010: keine Teilnahme - 2012: keine Teilnahme - 2014: keine Teilnahme - 2016: keine Teilnahme - 2018: keine Teilnahme - 2020: nicht qualifiziert - 2022: nicht qualifiziert | Ozeanienmeisterschaften - 2013: keine Teilnahme - 2016: keine Teilnahme - 2018: keine Teilnahme - 2019: 3. - 2020: ausgefallen - 2022: keine Teilnahme - 2023: 3. |